# Vibratex
Vibratex — производитель секс-игрушек со штаб-квартирой в Напе, штат Калифорния. Компания была основана в 1983 году Сьюзи и Гарольдом Спилбергами. Их целью было вывести на американский рынок секс-игрушки в японском стиле, с акцентом на яркие цвета и не фаллические формы.
Компания Vibratex выпустила вибратор Rabbit Pearl, который, как они утверждали, стал первой игрушкой с двойной стимуляцией. Популярность к нему пришла после того, как вибратор «Рэббит» был показан в 1-м сезоне 9-й серии популярного сериала HBO «Секс в большом городе». После выхода серии в секс-шопах возник огромный спрос на игрушку, а в секс-шопы Good Vibrations выстроилась очередь из женщин, желающих увидеть вибратор. Компания Vibratex заметила рост продаж, но узнала о причине только тогда, когда клиент прислал им видеозапись эпизода «Секса в большом городе». За годы, последовавшие за этим эпизодом, годовой объём продаж компании увеличился более чем на 700 %, и компания увеличила заказы у своего японского производителя, чтобы не отставать от спроса. С тех пор компания прекратила продажу Rabbit Pearl.
С 2000 года компания Vibratex является единственным уполномоченным агентом по импорту массажёра Hitachi Magic Wand в США. В 2013 году дизайн устройства был изменён и оно получило название Original Magic Wand. Представитель Vibratex объяснил, что это изменение произошло после того, как компания Hitachi решила прекратить выпуск устройства, опасаясь, что название их бренда будет ассоциироваться с секс-игрушкой. Vibratex заявили, что они участвовали в том, чтобы убедить Hitachi продолжать выпускать его под новым названием.